# Flacăra nestinsei iubiri
Flacăra nestinsei iubiri este al șaptelea album de studio al cântăreței Angela Similea. Cântecul „Viața merge înainte” a fost interpretat cu o lună înaintea lansării discului în cadrul spectacolului Concurs de dans. Alte surse indică lansarea albumului ca având loc în 1990, ca urmare a Revoluției din anul 1989.